# Bow Peak
Bow Peak är en bergstopp i Kanada.   Den ligger i provinsen Alberta, i den centrala delen av landet, 3 000 km väster om huvudstaden Ottawa. Toppen på Bow Peak är 2 830 meter över havet, eller 460 meter över den omgivande terrängen. Bredden vid basen är 4,2 km.
Terrängen runt Bow Peak är bergig åt sydost, men åt nordväst är den kuperad. Trakten runt Bow Peak är nära nog obefolkad, med mindre än två invånare per kvadratkilometer.. Det finns inga samhällen i närheten. 
Trakten runt Bow Peak består i huvudsak av gräsmarker.